# Joachim Bartholomäus Meyer
Joachim Bartholomäus Meyer (auch Joachim Barthel Meyer; * 1624 in Nordhausen; † 18. April 1701 in Gotha) war ein deutscher Bibliothekar und Kirchenlieddichter.

## Leben
Meyer besuchte das Gothaer Gymnasium. Schon in seiner Schulzeit war er mit der Betreuung der Kinder des Hofes in Gotha betraut. Im Jahr 1644 wurde er zum Sommersemester an der Universität Jena immatrikuliert und erhielt seinen Studienplatz gratis. Nach seinem Studium wurde er von Herzog Ernst dem Frommen als Hofmeister für die Prinzen Friedrich und Albrecht angestellt. Er verblieb in seiner Stellung, bis Albrecht mit seinem Bruder Bernhard an die Universität Tübingen ging.
Meyer erhielt im Anschluss an seine Tätigkeit als Hauslehrer 1665 die Stellung des Bibliothekars der Hofbibliothek Gotha, die er von Samuel Reyher übernahm, der einem Ruf an die Universität Kiel gefolgt war. Er ordnete die Bibliothek nach den Regeln des Veit Ludwig von Seckendorff. Zudem begann er mit der Ausarbeitung eines Katalogs für die Gothaer Sammlung.
Meyer betätigte sich neben seiner Tätigkeit am Hof als Dichter. Er bat ab 1700 seinen Sohn als Gehilfen angestellt zu bekommen, da seine Kräfte zunehmend nachließen. Der Hof beschied mehrmals negativ, erlaubte jedoch, dass dieser am Katalog mitarbeitete. Nach seinem Tod wurde sein Sohn Johann Philip Meyer († 1746) dann doch sein Nachfolger.

## Werke (Auswahl)
- Apollinis und der Musen Reise nach dem Inselberge und dem Fürstl. Sächs. Residenz- und Lusthause Friedrichswerth, und was sich dabey begeben, Gedicht, Gotha 1690.
- Gewonnen, gewonnen: der Satanas lieget!, publiziert 1701, später bspw. Suhl’sches Gesangbuch von 1796.
- O Sünd, o Sünd, o schwerer Fall!, Gothaisches Gesangbuch von 1715.
- Wo denk’ ich armer Mensch doch hin!, Gothaisches Gesangbuch von 1715.